# Hardball
Hardball (titulada en castellano El reto en Hispanoamérica y Hardball en España) es un drama protagonizado por Keanu Reeves. Dirigido por Brian Robbins. Estrenado el 14 de septiembre de 2001 en Estados Unidos y el 19 de julio de 2002 en España

## Argumento
Connor O'Neill (Keanu Reeves) es una persona que tiene graves problemas económicos debido a las constantes apuestas que realiza, apuestas que siempre pierde. La única opción que tiene Connor para poder saldar sus cuantiosas deudas es entrenar a un pequeño equipo de béisbol formado por niños de un problemático y peligroso barrio de la ciudad de Chicago. 
Sin embargo para Connor será todo un reto ya que los niños no le gustan mucho, lo que le ocasionará grandes problemas, ya que es su única manera de pagar sus deudas. Por otro lado conocerá a la maestra de los chicos, la Sra. Elizabeth Wilkes (Diane Lane), por la que sentirá fuertemente atraído.Connor luchará por pagar sus deudas, solucionar sus problemas y luchar por el amor de la Sra. Wilkes.

## Recepción crítica y comercial
Según la página de Internet Rotten Tomatoes obtuvo un 38% de comentarios positivos, llegando a la siguiente conclusión: "Aunque "Hard Ball" contiene varios momentos emotivos, no son suficientes para hacer que la película trascienda, dentro de la fórmula de las películas sobre deportes."
Destacar el comentario del crítico cinematográfico Roger Ebert:

"Somos conscientes de cual es la fórmula de este tipo de películas, pero en una que se basa en la vida real no deberíamos serlo."
Roger Ebert.

Según la página de Internet Metacritic obtuvo críticas mixtas, con un 48%, basado en 25 comentarios de los cuales 11 son positivos.
Recaudó 40 millones de dólares en Estados Unidos. Sumando las recaudaciones internacionales la cifra asciende a 44 millones. Su presupuesto fue de 32 millones.

## Premios

### Razzie Awards
| Año  | Categoría   | Persona      | Resultado |
| ---- | ----------- | ------------ | --------- |
| 2002 | Mejor Actor | Keanu Reeves | Candidato |

## Localizaciones
Hardball se rodó entre el 7 de agosto de 2000 y octubre del mismo año en diversas localizaciones de Estados Unidos. Destacando Chicago, Detroit y el Tiger Stadium.

## DVD
Hardball salió a la venta el 9 de abril de 2003 en España, en formato DVD. El disco contiene menús intereactivos, acceso directo a escenas, subtítulos en múltiples idiomas, making of, tráiler cinematográfico, spot de TV, escenas eliminadas, ficha artística, ficha técnica y filmografías selectas.